# Seznam českých vítězů etap na cyklistických Grand Tours
Seznam českých vítězů etap na cyklistických Grand Tours uvádí české cyklisty, kteří dokázali zvítězit alespoň v jedné etapě podniků Grand Tour (tedy na Giro d'Italia, Tour de France a Vuelta a España). 
Jezdci jsou řazeni podle data jejich prvního vítězství. 

## Giro d'Italia
- Jan Hruška – 2 vítězství (Prolog a 20. etapa Giro d´Italia 2000)[1][2]
- Ján Svorada – 1 vítězství [pozn. 1] (3. etapa Giro d´Italia 2000)[3]
- Roman Kreuziger – 1 vítězství (19. etapa Giro d´Italia 2012)[4][5]
- Josef Černý – 1 vítězství (19. etapa Giro d´Italia 2020)[6][7][8]
- Jan Hirt – 1 vítězství (16. etapa Giro d´Italia 2022)[9][10]

## Tour de France
- Ján Svorada – 2 vítězství [pozn. 2] (2. etapa Tour de France 1998, 20. etapa Tour de France 2001)[3][11]
- Zdeněk Štybar – 1 vítězství (6. etapa Tour de France 2015)[12]

## Vuelta a España
- Ján Svorada – 3 vítězství (11., 16. a 17. etapa Vuelta a España 1997)[3]
- Tomáš Konečný – 1 vítězství (16. etapa Vuelta a España 2001)[13]
- Zdeněk Štybar – 1 vítězství (7. etapa Vuelta a España 2013)[14]
- Leopold König – 1 vítězství (8. etapa Vuelta a España 2013)[15]
- Pavel Bittner – 1 vítězství (5. etapa Vuelta a España 2024)[16][17]